# Станнид димарганца
Станнид димарганца — бинарное интерметаллическое неорганическое соединение
марганца и олова
с формулой Mn2Sn,
кристаллы.

## Получение
- Сплавление стехиометрических количеств чистых веществ:

{\displaystyle {\mathsf {2Mn+Sn\ {\xrightarrow {897^{o}C}}\ Mn_{2}Sn}}}

## Физические свойства
Станнид димарганца образует кристаллы
гексагональной сингонии,
пространственная группа P 63/mmc,
параметры ячейки a = 0,4385 нм, c = 0,5504 нм, Z = 2,
структура типа диникельиндия InNi2
.
Соединение образуется по перитектической реакции при температуре 897 °C
и имеет широкую область гомогенности 37÷40 ат.% олова .